# 12 Monkeys (série télévisée)
Pour les articles homonymes, voir 12 Monkeys.
12 Monkeys est une série télévisée américaine en 47 épisodes de 45 minutes, créée par Terry Matalas et Travis Fickett, diffusée en simultané du 16 janvier 2015 au 6 juillet 2018 sur Syfy aux États-Unis et sur Showcase au Canada.
Cette série est l'adaptation du film L'Armée des douze singes (12 Monkeys) de 1995, réalisé par Terry Gilliam, lui-même inspiré du court métrage français La Jetée de 1962 réalisé par Chris Marker.
En France, en Suisse et en Belgique, la série est diffusée depuis le 20 janvier 2015 sur Syfy.

## Synopsis
2043 : au cours du XXIe siècle, une épidémie a ravagé la Terre et causé la mort de 93,6 % de l'humanité. Alors que les derniers humains tentent de survivre à la faim et aux bandes de voyous, une équipe de scientifiques, rassemblée autour du Pr Katarina Jones, mène à bien un projet avec comme principal objectif les voyages dans le temps, ceci afin d'empêcher la propagation du virus. Pour accomplir cette mission, Katarina Jones choisit James Cole. Celui-ci est tout d'abord envoyé en 2013 pour y trouver le Dr Cassandra Railly, qu'ils ont identifiée comme indispensable, grâce à un message audio découvert après sa mort. Les deux protagonistes se retrouvent ensuite en 2015 et mènent ensemble l'enquête pour découvrir les origines du virus.
Ils apprennent alors l'existence d'un groupe, qui souhaite que le virus soit diffusé, nommé « l'Armée des 12 singes ».

## Distribution

### Acteurs principaux
- Aaron Stanford (VF : Boris Rehlinger) : James Cole, le « chrononaute » chargé de sauver l'espèce humaine
- Amanda Schull (VF : Sybille Tureau) : Cassandra « Cassie » Railly, brillante virologiste
- Kirk Acevedo (VF : Cyrille Monge) : José Ramse / Ethan Sucky, le meilleur ami de James (saisons 1 à 3, invité saison 4)
- Barbara Sukowa (VF : Brigitte Aubry) : Katarina Jones, la directrice des opérations de la machine à voyager dans le temps (récurrente saison 1, principale saisons 2 à 4)
- Noah Bean (VF : Denis Laustriat) : Aaron Marker, l'ex petit-ami de Cassandra (saison 1, invité saison 2)
- Emily Hampshire (VF : Olivia Luccioni) : Jennifer Goines, une génie des mathématiques qui rencontre Cole à l'asile (récurrente saison 1, principale saisons 2 à 4)
- Todd Stashwick (VF : Loïc Houdré) : Deacon, leader du groupe de survivants les West Seven (récurrent saison 1, principal saisons 2 à 4)

### Acteurs récurrents
- Tom Noonan (VF : Thierry Murzeau) : l'homme pâle, homme de main de l'armée des 12 singes
- Demore Barnes (VF : Gilles Morvan) : le sergent Marcus Whitley
- Andrew Gillies (VF : Philippe Ariotti) : Dr Adler
- Murray Furrow (VF : Jean-Alain Velardo) : Dr Lasky
- Alisen Down (VF : Caroline Bourg) : Olivia, chef en second de l'armée des 12 singes
- Bill Timoney (en) : le sénateur Royce
- Romina d'Ugo (VF : Sylvie Jacob) : Max
- Peter DaCunha : Samuel Ramse
- Michael Hogan (VF : Michel Voletti) : Dr Vance Eckland (saison 2)
- Scottie Thompson (VF : Laurence Bréheret) : Mantis (saison 2)
- Jay Karnes (VF : Thierry Kazazian) : Robert Gale, agent du FBI des années 1940 (saison 2)
- Brendan Coyle : Dr Benjamin Kalman (saison 2)
- David Marciano : inspecteur du NYPD John Damato (saison 2)
- David Dastmalchian : Kyle Slade (saison 2)
- Brooke Williams (VF : Adeline Moreau) : Hannah Jones (saisons 2 à 4)
- Ayisha Issa (VF : Armelle Gallaud) : l'Émissaire (saison 2)
- James Callis (VF : Antoine Nouel) : Athan Cole / le Témoin (récurrent saison 3, invité saison 4)
- Faran Tahir (VF : Michel Vigné) : Mallick (saisons 3 et 4)

### Invités
Note : Ici ne sont listés que les personnages importants de l'intrigue ou acteurs ayant une certaine notoriété.
- Xander Berkeley (VF : Stefan Godin) : le colonel Jonathan Foster (saison 1, épisodes 8 et 9 ; saison 2, épisode 8)
- Erik Knudsen : Thomas Crawford, Jr. (saison 2, épisode 3)
- Madeleine Stowe (VF : Martine Irzenski) : Lillian (saison 2, épisode 13)
- Christopher Lloyd (VF : Jean Barney) : Zalmon Shaw, le missionnaire (saisons 3 et 4)
Version française
  - Société de doublage : Nice Fellow[6],[7],[8]
  - Direction artistique : Jean-Pascal Quilichini[7],[8]
  - Adaptation des dialogues : David Blin et Christophe Sagniez[8]

 Source et légende : version française (VF) sur RS Doublage et Doublage Séries Database

## Production

### Développement
En avril 2014, la chaîne a commandé la série pour une première saison de douze, puis treize épisodes.
En mars 2015, la chaîne a renouvelé la série pour une deuxième saison de treize épisodes.
En juin 2016, la chaine a renouvelé la série pour une troisième saison de dix épisodes.
Le 16 mars 2017, la série est renouvelée pour une quatrième et dernière saison.

### Casting
En novembre 2013, Aaron Stanford, Amanda Schull, Noah Bean et Kirk Acevedo sont confirmés dans les rôles principaux de la série.
En décembre 2013, Robert Wisdom obtient un rôle d'invité lors de l'épisode pilote.
En juillet 2014, Emily Hampshire et Tom Noonan, puis en août, Lyriq Bent, Todd Stashwick, Demore Barnes et Romina D'Ugo ont obtenu un rôle récurrent ou d'invité.
Le lendemain du renouvellement en mars 2015, Emily Hampshire est promue au statut d'actrice principale.
En juillet 2015, au début du tournage, il est confirmé que Barbara Sukowa et Todd Stashwick sont aussi promus comme acteurs principaux et Michael Hogan décroche un rôle récurrent.
En août 2015, Scottie Thompson, Jay Karnes et Brendan Coyle, David Marciano et David Dastmalchian ont obtenu un rôle récurrent ou d'invité.

### Tournage
Le tournage de la série a débuté le 6 août 2014 à Toronto, au Canada puis s'est poursuivi à Détroit, dans le Michigan, aux États-Unis.
À partir du deuxième épisode, la majeure partie du tournage de la série a eu lieu à Toronto, notamment au Cinespace Film Studios, où ont été construits des plateaux comme celui de la salle avec la machine à remonter le temps.
Un tournage supplémentaire a eu lieu en République de Macédoine, en remplacement de la Tchétchénie, et un autre en République dominicaine se faisant passer pour Haïti.[réf. nécessaire]
Le tournage de la deuxième saison a débuté en juillet 2015 à Toronto. Au cours de cette saison, la production a également tourné pendant environ 10 jours à Budapest.
Pour la troisième saison, le tournage à Prague a duré environ trois semaines. La raison du déménagement en Europe était de profiter de son style différent et d'utiliser l'ancienne architecture pour les décors des années 1950. Les immeubles utilisés dans la série ont été modifiés en permanence pour refléter les versions les plus anciennes et les plus récentes de la région, ainsi que les modifications apportées aux emplacements résultant des déplacements des personnages dans le temps.[réf. nécessaire]

### Fiche technique
- Titre original et français : 12 Monkeys
- Création : Terry Matalas et Travis Fickett
- Réalisation : David Grossman, Michael Waxman et Jeffrey Reiner
- Scénario : Rebecca Kirsch, Terry Matalas et Travis Fickett
- Direction artistique : Peter Emmink et Sandy Getzler
- Décors : Justin Craig et Jacqueline Jacobson Scarfo ; John Mott et Ruth Ammon (directeur de plateau)
- Costumes : Barbara Somerville
- Photographie : Tico Poulakakis et Todd McMullen
- Montage : Henk Van Eeghen, Todd Desrosiers et Chris A. Peterson
- Musique : Paul Linford et Trevor Rabin (saisons 1 et 2), Stephen Barton (saisons 3 et 4)
- Casting : Tina Gerussi, Venus Kanani, Mary Vernieu et Kathy Mooney
- Production : Ted Miller et Patty Long ; Hunter Betts (associé) ; Chuck Roven, Richard Suckle et Jeffrey Reiner (production exécutive) ; Travis Fickett et Terry Matalas (coproduction exécutive)
- Société(s) de production : Atlas Entertainment et Universal Cable Productions (en)[11]
- Société(s) de distribution : Syfy (États-Unis)
- Pays d'origine :  États-Unis
- Langue originale : anglais
- Format : couleur - 35 mm - 1,78:1 - son stéréo
- Genre : science-fiction, drame
- Durée : 42 minutes

 Sauf indication contraire, les informations mentionnées dans cette section peuvent être confirmées par la base de données cinématographiques IMDb,  présente dans la section « Liens externes ».

## Épisodes

### Première saison (2015)
Composée de treize épisodes, elle a été diffusée du 16 janvier 2015 au 10 avril 2015 sur Syfy, aux États-Unis.
1. Fragmentation (Splinter)
2. L'Antre de la folie (Mentally Divergent)
3. Le Syndrome de Cassandra (Cassandra Complex)
4. Atari (Atari)
5. La Chambre noire (The Night Room)
6. Le Témoin (The Red Forest)
7. Les Keys (The Keys)
8. Spearhead (Yesterday)
9. Génération sacrifiée (Tomorrow)
10. Volonté divine (Divine Move)
11. Un nouveau cycle (Shonin)
12. Paradoxe (Paradox)
13. Le choix est fait (Arms of Mine)

Sources des titres originaux,
Source des titres FR

### Deuxième saison (2016)
Composée de treize épisodes, elle a été diffusée du 18 avril 2016 au 18 juillet 2016 sur Syfy, aux États-Unis.
1. L'Année du singe (Year of the Monkey)
2. Choisir son destin (Primary)
3. 1944 (One Hundred Years)
4. Le temps est compté (Emergence)
5. Nouveau Cycle (Bodies of Water)
6. Immortel (Immortal)
7. À la croisée des temps (Meltdown)
8. Un jour sans fin (Lullaby)
9. Les Hyènes (Hyena)
10. Le Créateur (Fatherland)
11. Résurrection (Resurrection)
12. Notre maison (Blood Washed Away)
13. Le Souvenir de demain (Memory of Tomorrow)

Sources des titres originaux,
Source des titres FR,

### Troisième saison (2017)
Composée de dix épisodes, elle a été diffusée sur trois jours consécutifs du 19 mai 2017 au 21 mai 2017 sur Syfy, aux États-Unis.
1. Mère (Mother)
2. Les Gardiens (Guardians)
3. Ennemi (Enemy)
4. Frères (Brothers)
5. Causalité (Causality)
6. Inné (Nature)
7. Acquis (Nurture)
8. Les Masques (Masks)
9. La Voleuse (Thief)
10. Le Témoin (Witness)

Sources des titres originaux,,
Source des titres FR

### Quatrième saison (2018)
Composée de onze épisodes, cette dernière saison a été diffusée du 15 juin 2018 au 6 juillet 2018 sur Syfy, aux États-Unis.
1. Pour l'espoir (The End)
2. L'Ouroboros (Ouroboros)
3. L'Énigme (45 RPM)
4. Héritage (Legacy)
5. Retour vers le passé (After)
6. Die Glocke (Die Glocke)
7. Nos mères (Daughters)
8. Démons (Demons)
9. Une minute de plus (One Minute More)
10. Le Commencement, première partie (The Beginning: Part One)
11. Le Commencement, deuxième partie (The Beginning: Part Two)

Sources des titres originaux,,
Source des titres FR

## Univers de la série

### Personnages

#### Principaux
James Cole
En 2043, James Cole est un voyageur du futur chargé de sauver l'espèce humaine d'un terrible virus ayant décimé 93,6 % de la population. Il est envoyé depuis cette époque par le professeur Jones en 2013, soit 30 ans dans le passé afin de découvrir qui a créé ce virus. Il doit aussi retrouver le Dr Cassandra Railly, cette dernière étant liée aux recherches d'un vaccin.
Né en 2009, abandonné par sa mère un an plus tard, il est placé en foyer d'accueil après la mort de son père en 2015 où il rencontre José, son futur meilleur ami.
Dr Cassandra « Cassie » Railly
Cassandra Railly, docteur au sein du CDC (Centre de contrôle des maladies, Centers for Disease Control), est mêlée malgré elle aux évènements qui se sont produits à la suite de la propagation du virus. Elle a tenté, du déclenchement de celui-ci jusqu'à sa mort, de trouver un vaccin permettant de guérir la population.
Lorsqu'elle rencontre Cole en 2013, elle le prend au départ pour un voleur mais elle comprend rapidement toute l'ampleur de la situation quand celui-ci disparaît sous ses yeux. Elle l'attend alors au rendez-vous qu'il lui avait fixé en 2015 puis elle l'aide à éviter le fléau jusqu'au moment où elle est censée mourir de la maladie en 2017.
José Ramse
Meilleur ami de Cole depuis l'enfance, ils se sont rencontrés en foyer d'accueil, ils survivront ensemble lors de l'« apocalypse » jusqu'au jour où ils rencontreront le professeur Jones. Bien que Ramse et Cole soient amis, ils ne sont que rarement en accord. Il meurt en 2007 tué par Cole alors que Ramse cherchait à tuer Cassandra qu'il pensait être la mère du témoin.
Pr Katarina Jones
Le professeur Katarina Jones est la directrice des opérations de la machine à voyager dans le temps et c'est elle qui envoie Cole dans le passé. Elle espère changer le futur pour retrouver sa fille. Elle reprend le projet « Raritan » de son mari en 2037.
D'origine allemande, son mari l'a quittée six jours après leur mariage alors qu'elle était enceinte. Elle a perdu sa fille en 2020 lors de l'épidémie mais celle-ci a en fait été secrètement sauvée et protégée par Jennifer Goines.
Aaron Marker
Ex petit-ami de Cassandra. Il occupe le poste d'assistant du sénateur Royce. Il rejoint l'Armée des 12 singes après avoir été tenté de protéger Cassandra de l'épidémie. Il meurt brûlé en combattant Cole après avoir révélé son implication dans l'Armée.
Jennifer Goines
Fille de Leland Goines, c'est une génie des mathématiques qui rencontre Cole à l'asile psychiatrique. Elle est mêlée de manière étrange aux évènements de la propagation du virus. En tant que primordiale, elle est liée au temps qui s'écoule et connaît déjà certains évènements qui se sont ou vont se passer.
Deacon
Deacon est le leader du groupe de survivants les West Seven. Cole et Ramse ont fait partie de ce mouvement de survivants jusqu'au moment où leurs opinions divergentes, les ont poussés à quitter le groupe et rejoindre l'unité du sergent Marcus Whitley.

#### Récurrents
Hannah Jones
Fille des docteurs Elliot et Katarina Jones. Elle est envoyée par sa mère en 2007 à l'hôtel Emerson à New York. Elle donnera naissance à James Cole en 2009 après avoir été recueillie par Matthew Cole.
« L'homme pâle »
Vieil homme. Homme de main de l'armée des 12 singes. Frère d'Olivia, il est le fils d'une future messagère renvoyée en 1957.
Olivia
Sœur de l'homme pâle et fruit d'une expérience sur l'eugenisme. Elle vieillit au ralenti. Elle est plus que dévouée à la Cause et s'applique à obéir aux moindres désirs du Témoin. Jusqu'à ce qu'elle se sente trahie et décide de prendre le rôle du Témoin.
Sergent Marcus Whitley
Commande les militaires du complexe de Jones dans le Futur. Il lui est entièrement dévoué. Mort en 2046 à la suite de l'attaque de Titan sur le complexe.
Dr Adler
Scientifique du futur, aux côtés de Jones.
Dr Lasky
Scientifique du futur, dévoué à Jones avec qui il a la mort d'un enfant en commun au cours des événements qui conduisent à la fin du monde, d'où son ardent désir de réécrire l'Histoire.
Athan Cole
Fils de Cassandra Railly et James Cole, né dans une ligne temporelle alternative. Il est supposé devenir le Témoin mais ses parents font tout faire pour que cela n'arrive pas.
Mantis
Messagère de l'armée des 12 singes envoyée en 1957. Mère d'Olivia et de l'homme pâle, elle est elle-même issue de l'ADN d'Olivia. Elle est tuée par Cassandra en 1971.
Robert Gale
C'est un agent du FBI des années 1940 qui aident Cole et Cassie à chaque fois que ceux-ci font un voyage temporel.
Magdalena
Membre de l'armée des 12 singes. Tuée par Cassandra en 1953 alors qu'elle protégeait le Témoin.
Mallick
Homme de main de l'armée des 12 singes, il dirige Titan. Il aidera Olivia à prendre la place du Témoin.